# Couronne de mai
Pour les articles homonymes, voir Couronne.

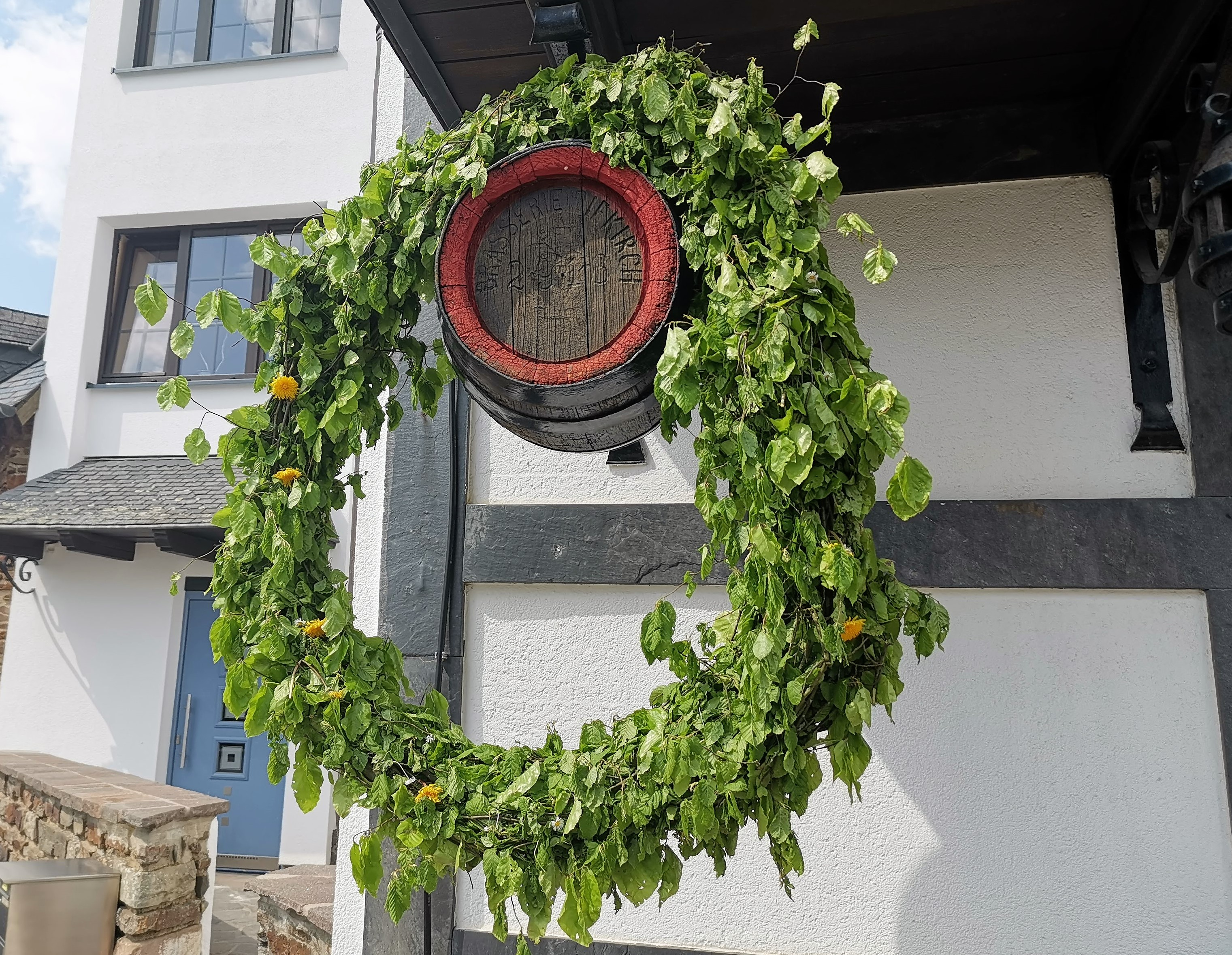
Une « couronne de mai » accrochée à une façade de Wahlhausen, au Grand-Duché de Luxembourg.

Le Meekranz (littéralement : « couronne de mai », en luxembourgeois) désigne tradition au Grand-Duché de Luxembourg, pour fêter l'arrivée du printemps. Elle se déroule généralement le 1er mai, jour férié où l'on célèbre la Fête du Travail.
Cette tradition est également liée à celle du Maitrank, le « vin de mai » que l'on fait à cette période.
Elle est également respectée dans les régions avoisinantes du pays, notamment dans le Pays d'Arlon, partie du sud-est de la Belgique où la langue vernaculaire est le luxembourgeois, ou le long de la frontière allemande, et dans le Bade-Wurtemberg.

## Historique
Le Meekranz trouve ses origines dans les fêtes païennes puis chrétiennes voulant que, dès le mois de mai l'on se protège contre les esprits malfaisants en répandant des herbes et des buis bénits dans les maisons, les étables et les granges, en y adjoignant une croix aspergée d'eau bénite sur les portes.
Elle est depuis associée à la Fête du travail, le 1er mai.

## Déroulement
La tradition consiste à se rassembler tôt le matin pour confectionner des couronnes de jeunes feuilles tressées à la main et de les afficher sur les façades et au dessus des portes des bâtiments publics ou privés, puis de passer un moment convivial autour d'un repas. Ce folklore est tout particulièrement de mise dans les associations culturelles, musicales et sportives, mais aussi dans certains corps de métier tels que les sapeurs-pompiers.